# Merton Miller
Merton Howard Miller (Boston, 16 maggio 1923 – Chicago, 3 giugno 2000) è stato un economista statunitense.
Nel 1990 ha vinto il premio Nobel per l'economia (insieme a Harry Markowitz e William Sharpe).

## Biografia
Nacque a Boston, Massachusetts. Durante la Seconda guerra mondiale lavorò come economista nella divisione di ricerca tributaria del Dipartimento del Tesoro, e nel 1952 ricevette la laurea in economia alla Johns Hopkins University. Il suo primo appuntamento accademico, dopo aver conseguito il dottorato, fu il "Visiting Assistant Lecturer" alla London School of Economics.
Nel 1958, al Carnegie Institute of Technology (ora Carnegie-Mellon University) la cui Graduate School of Industrial Administration (ora Tepper School of Business) era la prima e più influente business school orientata alla ricerca degli Stati Uniti, ha collaborato con il suo collega Franco Modigliani alla redazione di un paper su “Il costo del capitale, finanza aziendale e la teoria degli investimenti" (“The Cost of Capital, Corporate Finance and the Theory of Investment”). Questo paper sollevò un'obiezione fondamentale alla visione tradizionale della finanza aziendale, secondo la quale un'azienda può ridurre il proprio costo del capitale trovando il giusto rapporto tra debito e capitale proprio (debt-to-equity ratio). Secondo il Teorema di Modigliani-Miller, d'altra parte, il giusto rapporto non esiste, e quindi i manager aziendali dovrebbero cercare di minimizzare le passività fiscali e massimizzare l'utile netto aziendale, lasciando il debt-equity ratio scendere fino al livello che ritengono congruo.
La via mediante la quale arrivarono a tale conclusione, faceva uso della teoria dell'assenza di arbitraggi, cioè la premessa che qualunque stato delle cose che permetta a chi opera sugli strumenti di mercato di creare una "macchina da soldi senza rischi", è destinato a scomparire quasi immediatamente. Impostarono il percorso che diede vita, negli anni seguenti, a molti dibattiti basati su tale premessa.

## Opere
- The Cost of Capital, Corporation Finance, and the Theory of Investment, con Franco Modigliani, in American Economic Review, n. 48 (June), pp. 261–297, 1958.
- Corporate Income Taxes and the Cost of Capital, con Franco Modigliani, in American Economic Review, n. 53 (June), pp. 433–443, 1963.
- Mathematical models for financial management, con Daniel Orr, Chicago, Graduate School of Business, University of Chicago, 1966.
- A model of the demand for money by firms, con Daniel Orr, Chicago, Center for Mathematical Studies in Business and Economics, University of Chicago, 1966.
- The theory of finance, con Eugene F. Fama, New York, Holt, Rinehart and Winston, 1972.
- Macroeconomics: a neoclassical introduction, con Charles W. Upton, Homewood, Ill., R.D. Irwin, 1974.
- Behavioral rationality in finance: the case of dividends, Chicago, Graduate School of Business, University of Chicago, 1985.
- Financial innovation: the last twenty years and the next, Chicago, Graduate School of Business, University of Chicago, 1986.
- Financial innovations and market volatility, Cambridge, Mass., 1991.
- Merton Miller on derivatives, New York, John Wiley & Sons, 1997.